# Guerra Egípcio-Otomana (1831–1833)
A Primeira Guerra Egípcio-Otomana ou Primeira Guerra Turco-Egípcia foi provocada pela demanda de Maomé Ali para o controle da Síria otomana, como recompensa por sua assistência na luta contra a Grécia, foi travada entre 1831-1833. As forças de Maomé Ali ganharam temporariamente o controle da Síria e avançaram para o norte até Adana.

## Antecedentes
A Guerra de Independência Grega, foi um prelúdio para o conflito em que, o Egito otomano (nominalmente sob controle desse Império) foi convidado a enviar navios de guerra para ajudar a jovem frota otomana, tendo em vista a obtenção da Síria e a hereditariedade para sua dinastia. Os otomanos e os navios egípcios foram posteriormente derrotados na Batalha de Navarino por uma frota anglo-francesa. Os otomanos foram derrotados, dois anos depois pelos russos em 1829. Uma vez mais, Maomé Ali não recebeu a recompensa prometida pela ajuda que havia dado à Turquia durante a guerra.

### Política das Grandes Potências
As potências europeias estavam convictas de que a fragmentação do Império Otomano através de revoluções nacionalistas iriam espalhar uma onda de instabilidade política por toda região do Mediterrâneo, e quiçá por toda Europa. Além disso, os novos Estados nacionais, em processo de afirmação política e de fortalecimento, poderiam promover guerras contra seus vizinhos, em busca de territórios, o que tornaria ainda mais caóticas e instáveis as relações internacionais europeias.
As boas relações com o Império Turco-Otomano garantiam ao Reino Unido o fácil acesso marítimo-terrestre à Índia britânica, através do Mar Mediterrâneo e do Levante. Portanto, para os ingleses, não seria nada proveitoso ver essa região, mantida em paz pelos turcos, mergulhada em guerras, revoltas e insegurança. Além disso, os ingleses estavam cientes de que a Rússia Imperial desejava há muito ocupar os estreitos de Bósforo e Dardanelos, expandir sua influência e ocupar militarmente os Bálcãs, ambos sob domínio otomano. De um modo ou de outro, o objetivo era o mesmo: obter uma saída marítima para as "águas quentes" do Mediterrâneo.
O Império Austríaco era um império multinacional; por isso, caso as revoluções nacionalistas tivessem sucesso no Império Otomano, o exemplo poderia incentivar as diversas nacionalidades nas fronteiras austríacas a buscarem sua autonomia.
A França, almejando expandir sua influência sobre o Egito, mostrava-se favorável à causa de
Maomé Ali. Desde a invasão de Napoleão ao Egito, os franceses estabeleceram planos para a criação de um canal que ligaria o Mar Mediterrâneo ao Mar Vermelho (o que seria concretizado a partir de 1869 com o Canal de Suez).

## Invasão da Síria
Indignado com a recusa do sultão otomano em cumprir suas promessas, o paxá do Egito enviou seu exército para a Síria sob o comando de seu filho Ibrahim Paxá, que avançou em profundidade na península da Anatólia.
Muitas batalhas entre os egípcios e otomanos ocorreram na Síria. Em uma vila ao sul de Homs no rio Orontes, em 14 de abril de 1832, os egípcios sob Ibrahim Paxá derrotaram uma força de 15.000 otomanos sob Otomão Paxá. Após a redução do Acre, os egípcios ocuparam Damasco em 14 de junho de 1832. Um novo exército otomano, sob Maomé Paxá avançou do sul para Homs, e uma grande batalha teve lugar em 8 de julho de 1832 sobre as abordagens do sul dessa cidade. Os otomanos foram derrotados com grandes perdas e os egípcios ocuparam Homs em 9 de julho, depois de Alepo em 17 de julho, e Antioquia em 28 de julho. Em 29 de julho, uma outra grande batalha teve lugar na passagem de Beilan através das montanhas Nur, onde os egípcios derrotaram uma força de 45.000 otomanos equipados com 160 pistolas, sob Paxá Huceine e capturaram 25 armas ao espólio de guerra considerável. Os egípcios ocuparam Beilan em 30 de julho, em seguida, Tarso e Adana em 31 de julho. Neste ponto, o exército egípcio interrompido, tendo ocupado as regiões de língua árabe que tinha a intenção de anexar ao Egito, e aguardava instruções do pai de Ibraim, Maomé Ali Paxá no Cairo.
Na pausa que se seguiu, o Sultão recorda o grão-vizir Rexide Paxá e organiza um novo exército de 80.000 para repelir os egípcios. Antecipando uma grande batalha final, Ibrahim começa a capturar o território no sul da Turquia para proteger suas linhas de abastecimento. O confronto seguinte, a batalha final da campanha de 1831/1832, entrou em Cônia entre 18-21 dezembro de 1832, resultando em uma vitória egípcia.
Assim, os otomanos foram facilmente derrotados na Batalha de Cônia e Constantinopla estava ameaçada, felizmente para eles a assistência militar foi recebida de Nicolau I da Rússia.

## Pressão Estrangeira
Os egípcios foram forçados a cancelar a invasão, devido à pressão britânica e francesa. Embora inicialmente apoiaram o Paxá, ameaçaram com ação militar contra ele se não parasse seu avanço. As potências temiam que, se os egípcios continuassem avançando, um já severamente enfraquecido Império Otomano, entraria em colapso e deixaria um vazio de poder, em que a Rússia poderia aproveitar.

## Tratado de Hünkâr İskelesi
A guerra terminou em 1833, e ao Egito foi deixado o controle da Síria e de grande parte da Arábia pela Convenção de Kutahya. Os otomanos no mesmo ano assinaram o Tratado de Hünkâr İskelesi com a Rússia, em que ambos os países concordaram com a assistência mútua caso o Império entrasse em um conflito militar. O Tratado, também, garantia passagem de navios militares russos (e turcos) pelos estreitos de Bósforo e Dardanelos. Assim, para a Rússia, estando garantida a passagem pelos estreitos, e uma vez que os turcos honrassem seu compromisso, o objetivo maior da diplomacia russa estava cumprido: garantir uma saída naval para o Mediterrâneo.
Em certa medida, esse tratado secreto havia sido uma iniciativa russa para proteger o Império Turco-Otomano contra agressões que resultassem em sua fragmentação (além de ser uma estratégia para abrir os estreitos de Bósforo e Dardanelos). A Rússia percebia que assumir a responsabilidade de salvar o Império Otomano sozinha seria algo por demais oneroso, temia também que a assinatura de um tratado secreto pudesse provocar a ira das demais potências europeias; por isso, os russos resolvem envolver a Áustria e a Prússia na questão da preservação do Império Otomano. Tenta também envolver a França, solicitando para que retirasse seu apoio a Maomé Ali do Egito contra os otomanos. Contudo, se a fragmentação fosse inevitável, a Rússia se prontificava, com a “ajuda” de seus parceiros, a organizarem os novos Estados balcânicos que viessem a surgir, que logicamente nasceriam fracos, e presa fácil da influência ou mesmo da dominação russa.

## Cronologia
- 1831: Dois exércitos partiram do Egito, uma por terra sob o general Ibrahim Yakan, e a outra por via marítima, desembarcam em Jafa, nos termos do Ibraim Paxá do Egito. Os egípcios rapidamente ocuparam Jerusalém e as regiões costeiras da Palestina e do Líbano.
- 1832: Batalha de Cônia
- 1833: em fevereiro, o Império Otomano entra uma aliança defensiva com a Rússia.
- 1833: 14 de maio, Convenção de Kutahya. A Inglaterra e França persuadiram o sultão Mamude II dar a Síria a Maomé Ali.[1]